# Zimnicea
Zimnicea (pronunciació en romanès: [ˈZimnit͡ʃe̯a]) és una ciutat de la província de Teleorman, Romania (a la regió històrica de Muntènia), un port del Danubi enfront de la ciutat búlgara de Svishtov. El 2011 la ciutat tenia 14.058 habitants.

## Geografia
Zimnicea es troba a la riba esquerra del riu Danubi. És el lloc més meridional de Romania i un port al riu Danubi. La distància entre el Zimnicea i Bucarest és de 122 quilometres (76 milles), i la distància a Alexandria (capital del comtat de Teleorman) és d'uns 39 quilometres (24 mi).
Zimnicea és servit les 24 hores del dia pel transbordador Svishtov-Zimnicea, un transbordador Transbordador operatiu regularment a través del Danubi entre Zimnicea i Svixtov, Bulgària. El transbordador escurça el recorregut de la carretera d'anada i tornada de Turquia a Europa central i occidental en 140 quilometres (87 milles) en comparació amb la ruta tradicional pel pont del Danubi a Ruse-Giurgiu i permet guanyar gairebé 4 hores evitant així el trànsit a i als voltants de la ciutat de Bucarest.

## Història
L'agricultura tradicional, la pesca, el processament del ferro, la fusteria, la ceràmica, l'intercanvi de teixits de productes van ser les ocupacions de la gent al llarg de l'existència de la ciutat. Els nadius de Zimnicea venen cereals, bestiar boví, oví, peix, mantega, sal, mel, cera, fusta i compren draps, teixits orientals, catifes i espècies. El 1838, es va aprovar l'assentament Zimnicea a les fires, amb el cens general de població d'aquell any 551 famílies i 3046 habitants. Els anys 1837-1839 Zimnicea es va convertir en la capital del comtat de Teleorman.
Prop de Zimnicea hi ha ruïnes de diverses fortaleses i fortificacions antigues del segle IV al I aC. Alguns erudits creuen que els més antics haver estat construït per defensar la ciutat del general d'Alexandre el Gran, Lisímac. El nom de la ciutat es va esmentar per primera vegada el 1385 als registres de viatges dels pelegrins cristians que tornaven a casa des del seu viatge a Jerusalem. La ciutat va prosperar com a lloc comercial a les rutes comercials que unien Europa central amb els Balcans.
Durant la Guerra d'Independència de Romania (1877–1878), va ser el quarter general de les tropes russes que lluitaven a Bulgària contra l'Imperi Otomà. Durant la Primera Guerra Mundial, les tropes de l'Imperi Alemany van creuar el Danubi al sector Zimnicea, fent caure efectivament el front romanès a Muntènia.
Durant el Terratrèmol de Vrancea de 1977 presumptament no hi va haver molts edificis destruïts pel mateix terratrèmol. Es diu que la major part de la destrucció es va fer després de la catàstrofe natural després del desastre natural, per ordre de les autoritats locals, per tal de rebre subsidis financers del govern central per crear una nova ciutat des de zero amb un nou disseny. En el període següent, es va construir un nou ajuntament, la Casa de Cultura, un nou hospital (amb finançament austríac), un nou institut (amb fons assignats pel govern suís) i nombrosos blocs de pisos, però molts altres projectes va romandre abandonat després de la caiguda del règim comunista, enmig de la indústria local en declivi i per una disminució posterior de la població.

## Fills il·lustres
- Florea Opriș
- Miron Radu Paraschivescu

## Política
L'alcalde del municipi de Zimnicea és Petre Pârvu, ocupa el seu segon mandat i és escollit de la llista de la coalició Per a Zimnicea que inclou PNL, PD-L, PC i PSD.

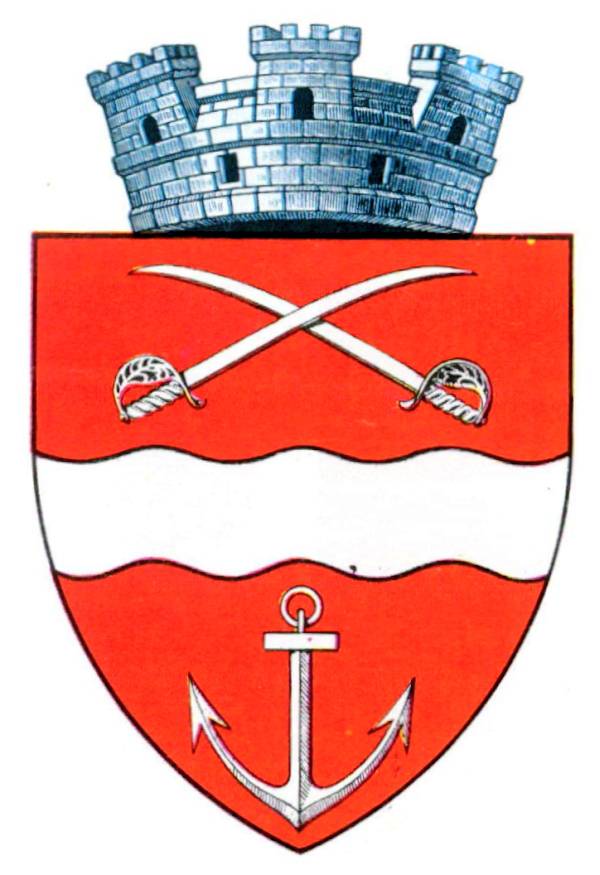
Escut interbelic

## Economia
A l'era comunista, Zimnicea ha experimentat una industrialització forçada i les noves indústries van patir un fort declivi després de la caiguda del règim comunista.

## Cultura
Zimnicea no té cap esdeveniment artístic celebrat de manera ocasional o permanent. El pressupost destinat a activitats culturals és insuficient per a la vida cultural. Les institucions culturals que operen a Zimnicea són: el centre cultural i la biblioteca de la ciutat.
La biblioteca de la ciutat es va fundar el 1952 i després del desembre de 1989 va rebre el nom del poeta local Miron Radu Paraschivescu.

## Turisme
El campament infantil „Dunărica” té una capacitat de 200 places d'allotjament, amb un camp de futbol i una pista de tennis, una base de caiac-canoa i una cafeteria amb 250 places.
L'hotel Zimnicea "Zimtub SA" té una capacitat de 48 habitacions, un restaurant de 100 places i una discoteca de 80 places.
La base d'atraccions i esbarjo "Disko - Hope" està situada a la vora del riu Danubi i té una platja amb un club de ball a l'aire lliure amb una capacitat de 1.200 places; També hi ha una base d'atraccions a la platja de Cheson.

## Pobles germans
Zimnicea està agermanada amb:
| - Svishtov, Bulgària (des del 2001) - Nikopol, Bulgària (des del 2001) - Belene, Bulgària (des del 2001) | - Pieve Emanuele, Itàlia (des del 2003) - Bouaké, Costa d'Ivori (des del 2004) - Níkopol, Ucraïna (des del 2004) |